# Église Sainte-Eulalie d'Erill la Vall
L'église Sainte-Eulalie (catalan : església de Santa Eulàlia) est une église romane située sur le territoire de La Vall de Boí, commune de la vallée du même nom et de la comarque de l'Alta Ribagorça dans le nord de la Province de Lérida et de la communauté autonome de Catalogne en Espagne.

## Historique
Comme les églises Saint-Clément de Taüll, Saint-Jean de Boí, Saint-Marie de Taüll ou Saint-Félix de Barruera, Sainte-Eulalie date d'une vague de construction dans la vallée au XIe siècle.
En novembre 2000, elle est inscrite sur la liste du patrimoine mondial de l'Unesco avec huit autres églises romanes de la Vall de Boí.

## Architecture

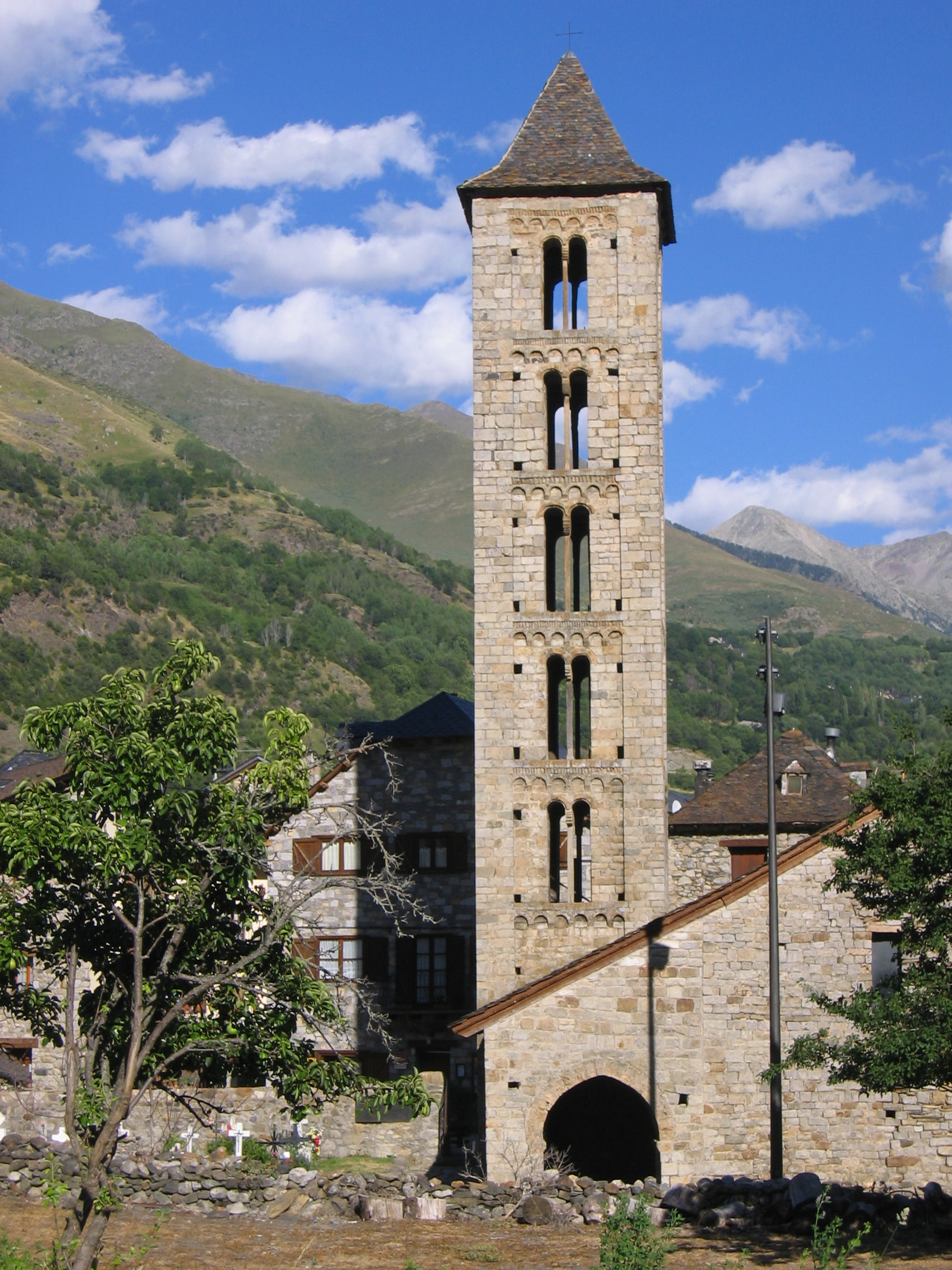
Clocher.
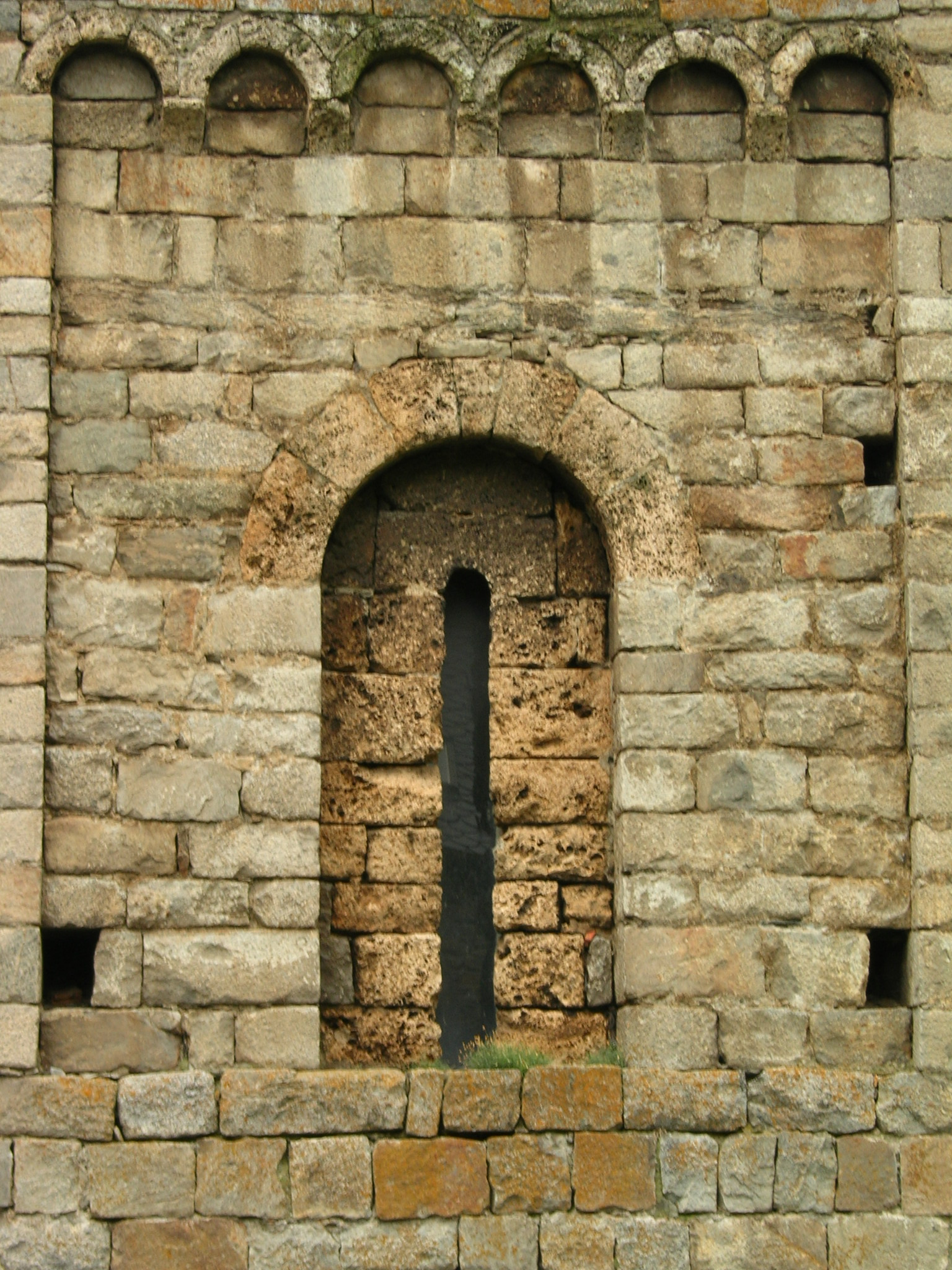
Fenêtre du clocher.
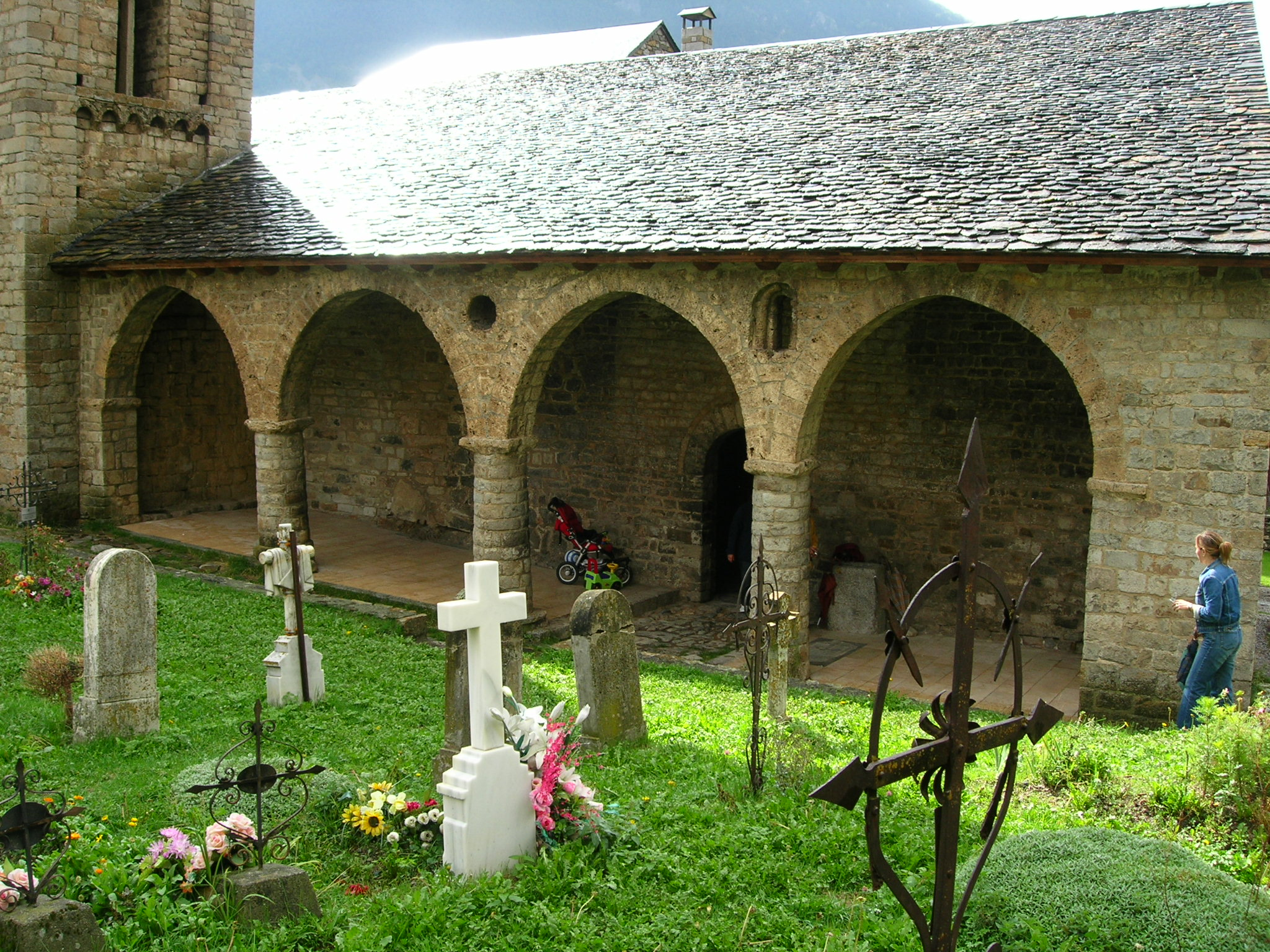
Cimetière et porche.
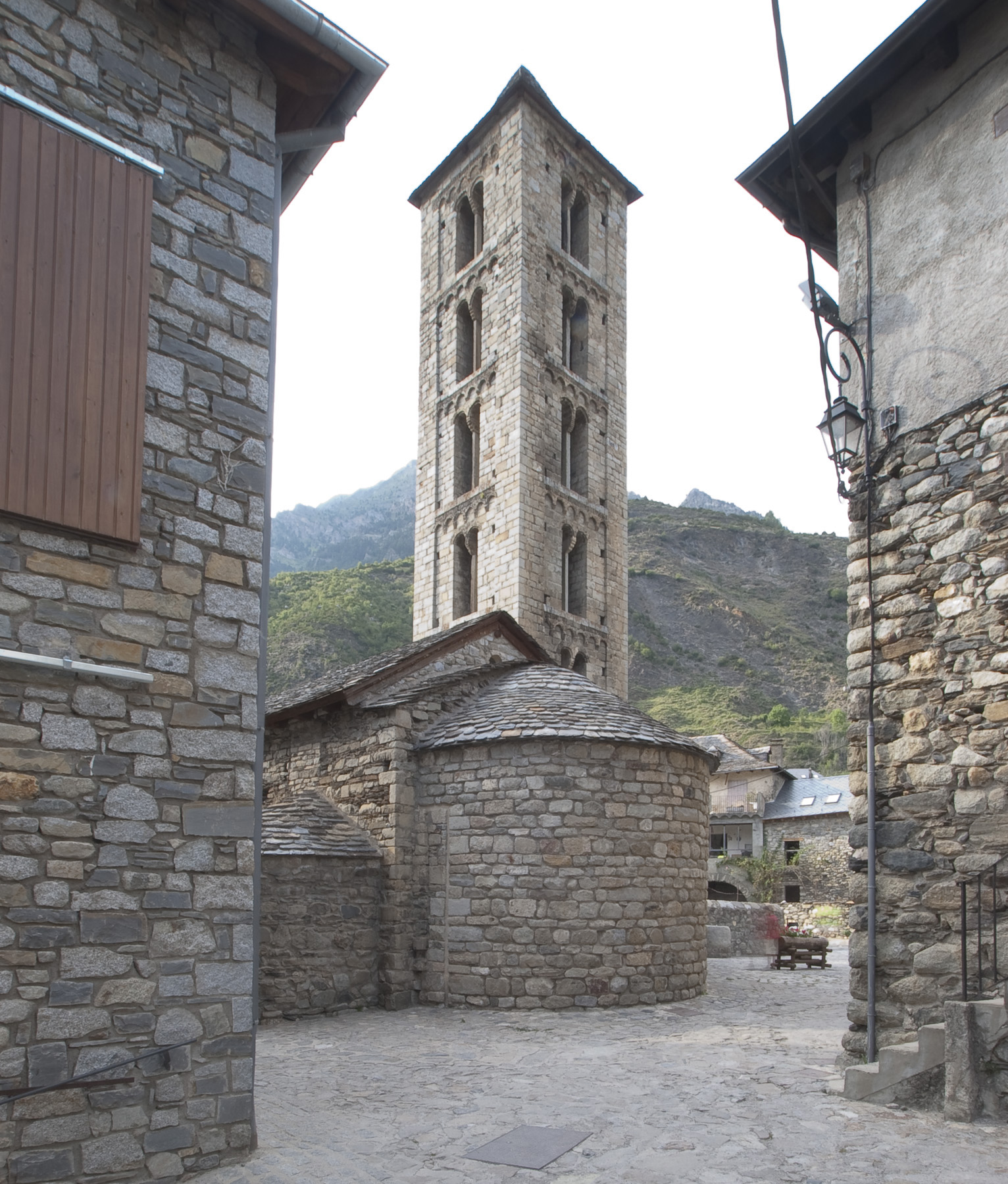
Abside et clocher.

## Sculpture

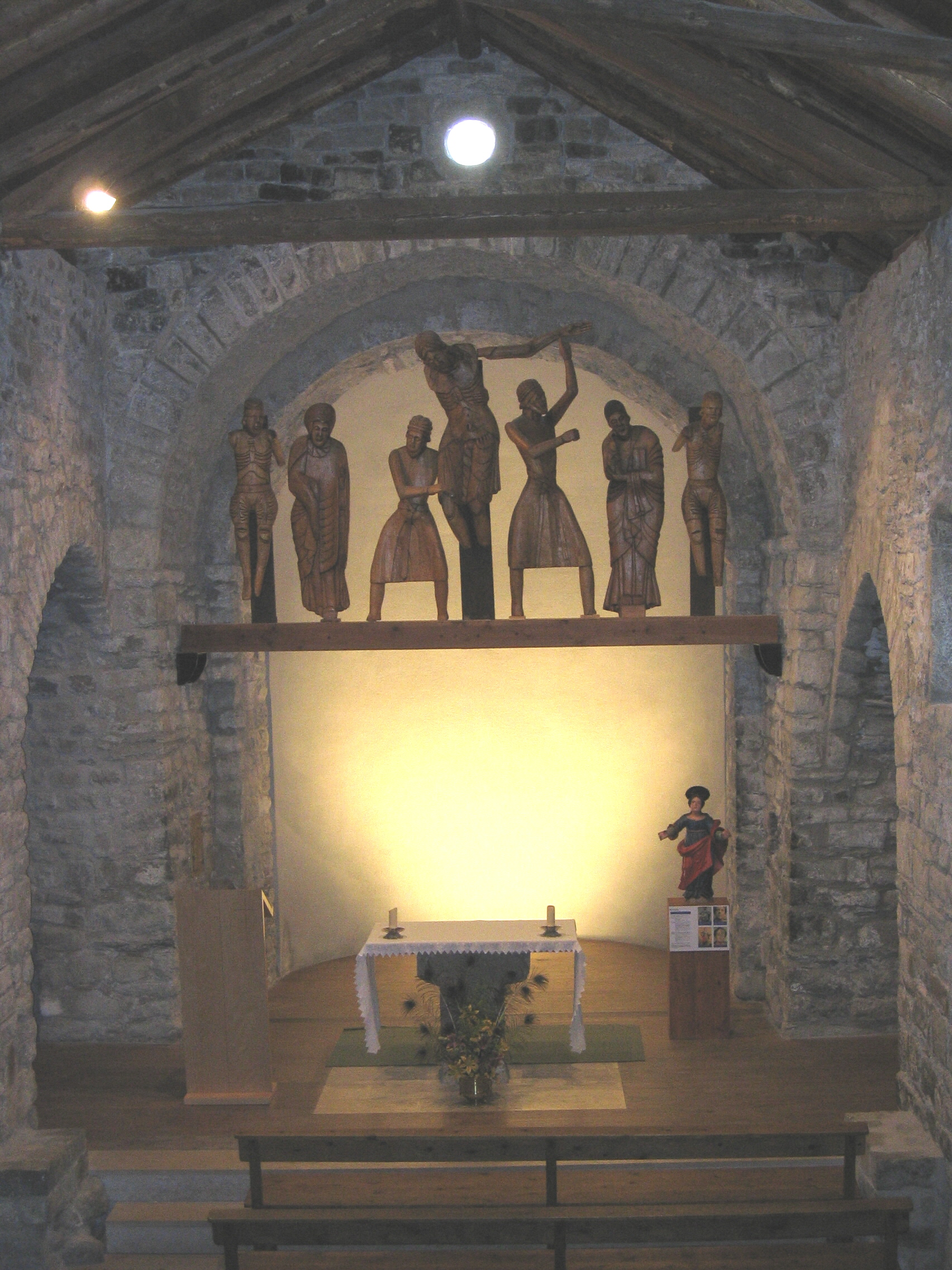
Nef centrale.
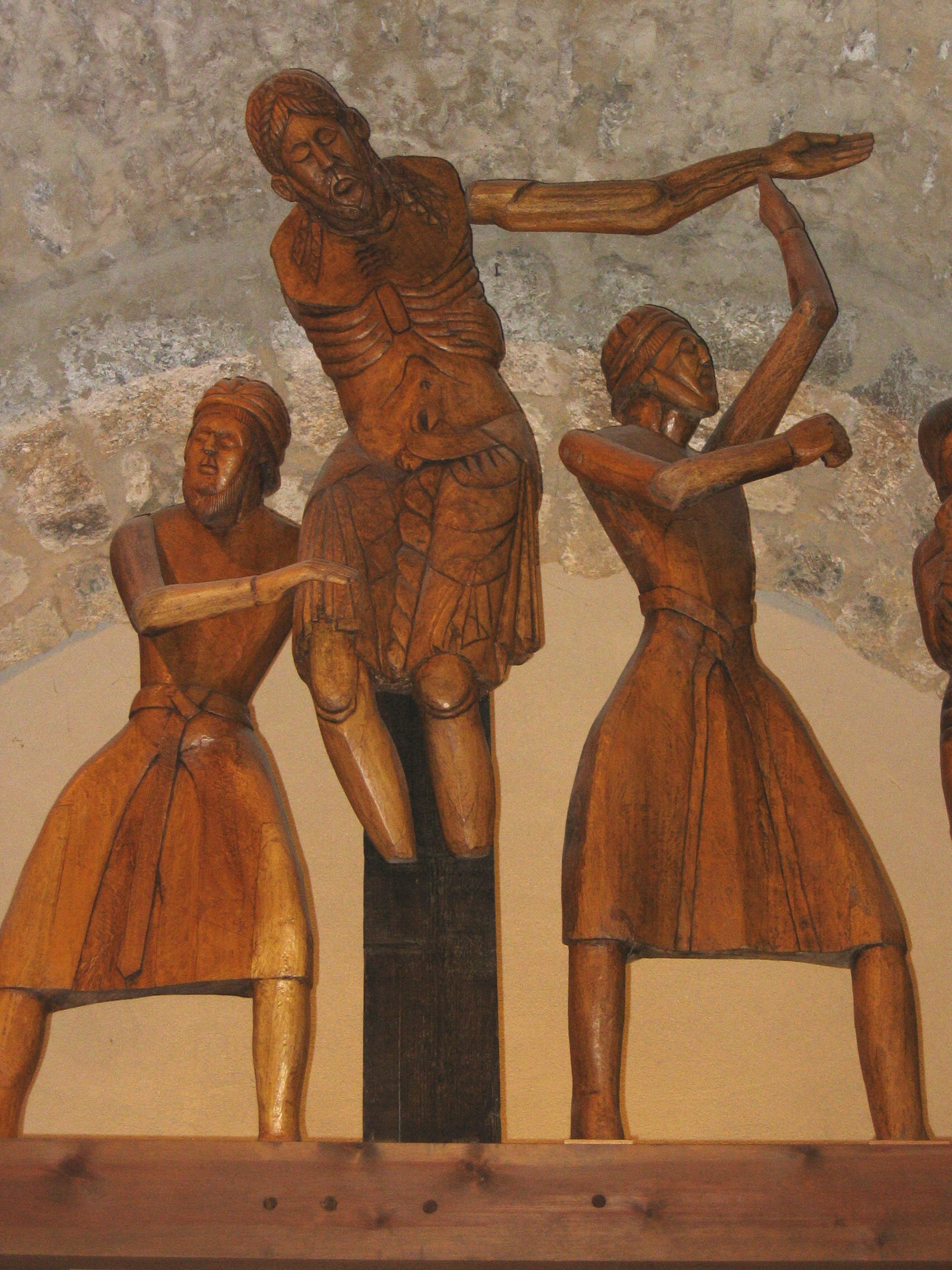
Détail de la partie centrale de la Déposition.
Statue originale de la Vierge MNAC.
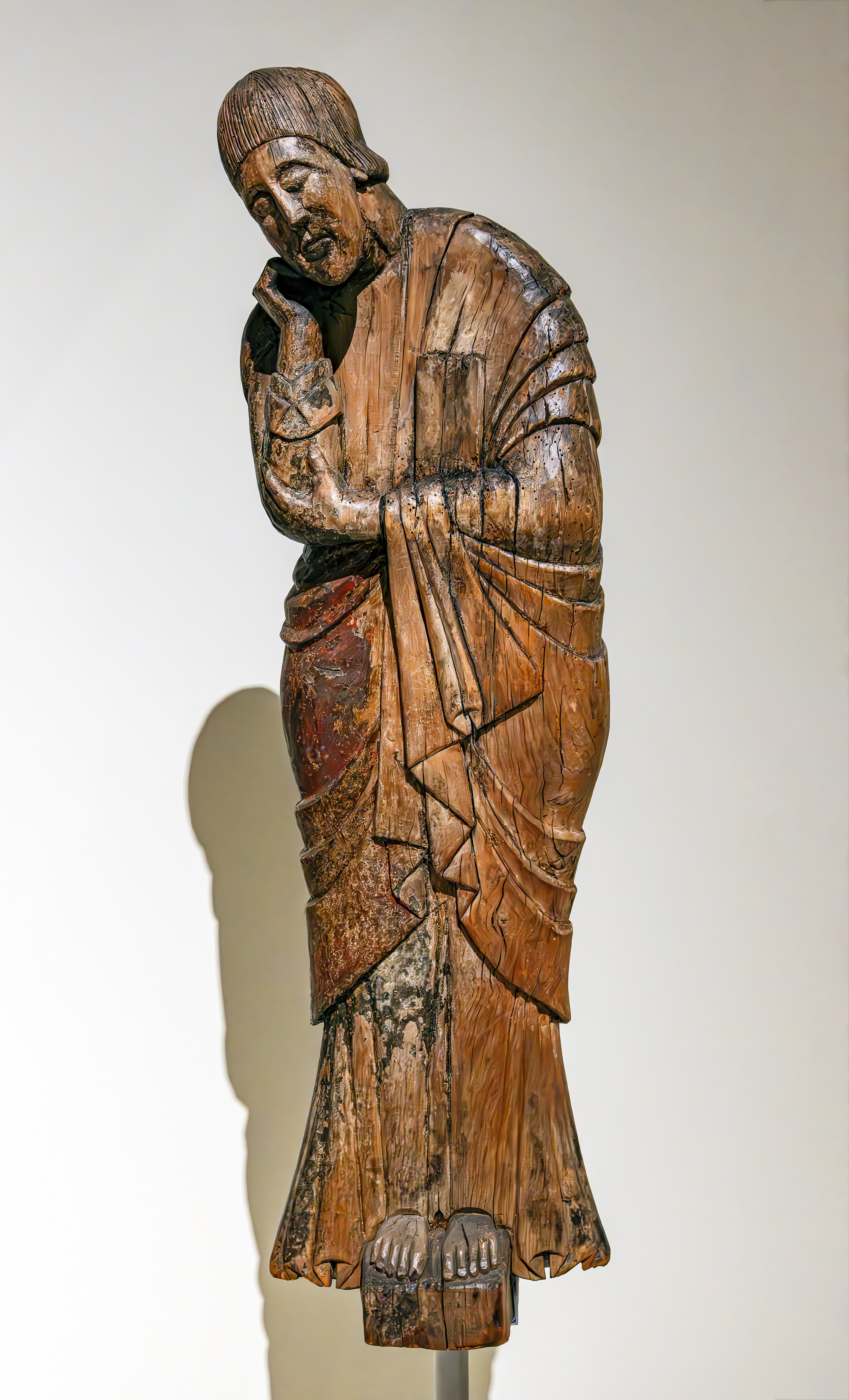
Statue originale de saint Jean MNAC.